# جيمس دارسي فريمان
جيمس دارسي فريمان (بالإنجليزية: James Darcy Freeman)‏ هو كاهن كاثوليكي أسترالي، ولد في 19 نوفمبر 1907 في Annandale, New South Wales ‏ في أستراليا، وتوفي في 16 مارس 1991 في سيدني في أستراليا.